# Лебур, Шарль-Огюст
Шарль-Огюст Лебур (фр. Charles-Auguste Lebourg; 31 января 1829, Нант — 24 февраля 1906, Париж) — французский скульптор неоклассического направления.

## Биография
Шарль-Огюст Лебур родился в Нанте в семье книжного торговца Огюста Франсуа Лебура и Гиацинты Виржинии Ланглэр. Он учился рисунку и лепке у скульптора из Нанта Амеде Менара. В 1851 году он переехал в Париж, где продолжил учиться в Школе изящных искусств у Франсуа Рюда. Он работал над украшением Луврского дворца под руководством архитектора Эктора-Мартена Лефюэля, над реконструкцией павильона Марсан (Дворец Тюильри, затем часть Лувра, 1874), над церковью Святой Троицы и над реконструкцией Отеля-де-Виль (Парижской ратуши).
Лебур делил своё время между Парижем и мастерской в Нанте. Работал как скульптор-орнаменталист, но также создавал портретные бюсты и конную статую Жанны д’Арк для Нанта.
Лебур впервые показал свои работы в Парижском салоне 1852 года. Его самое известное произведение — создание скульптур кариатид для так называемого фонтанчика Уоллеса, произведённых литейной мастерской Валь д’Осн из чугуна в 1872 году во множестве реплик. Их можно найти практически в каждом квартале Парижа и в разных городах мира. Пять из них находятся в Нанте, около ста — в Париже и множество других разбросано по многим странам и континентам.
Несмотря на явные успехи, Лебур не добился достаточной известности и умер в нищете в Париже в 1906 году. Похоронен на парижском кладбище Сент-Уан.

## Галерея

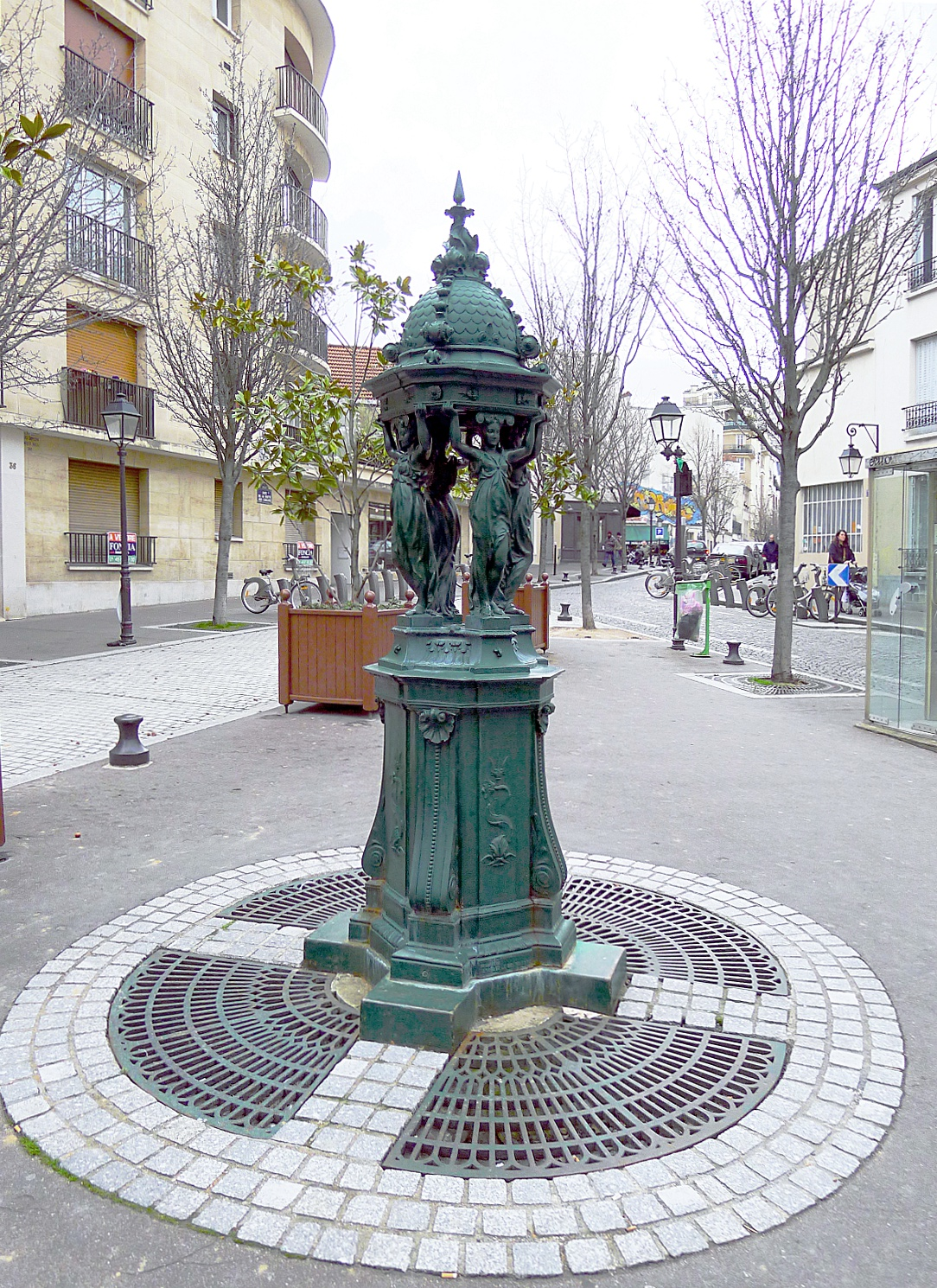
«Фонтанчик Уоллеса». Париж
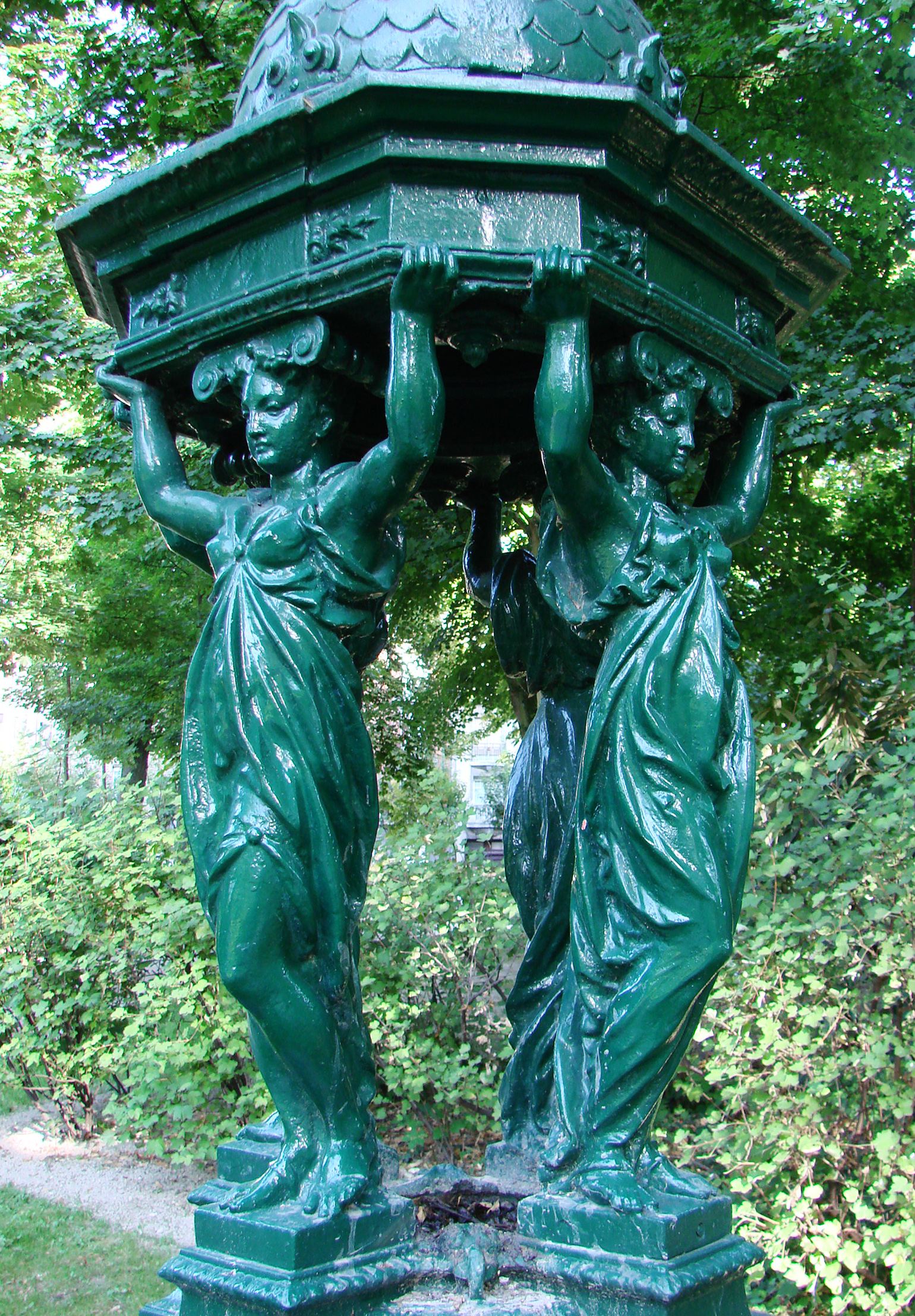
Кариатиды «Фонтанчика Уоллеса». 1872. Чугун
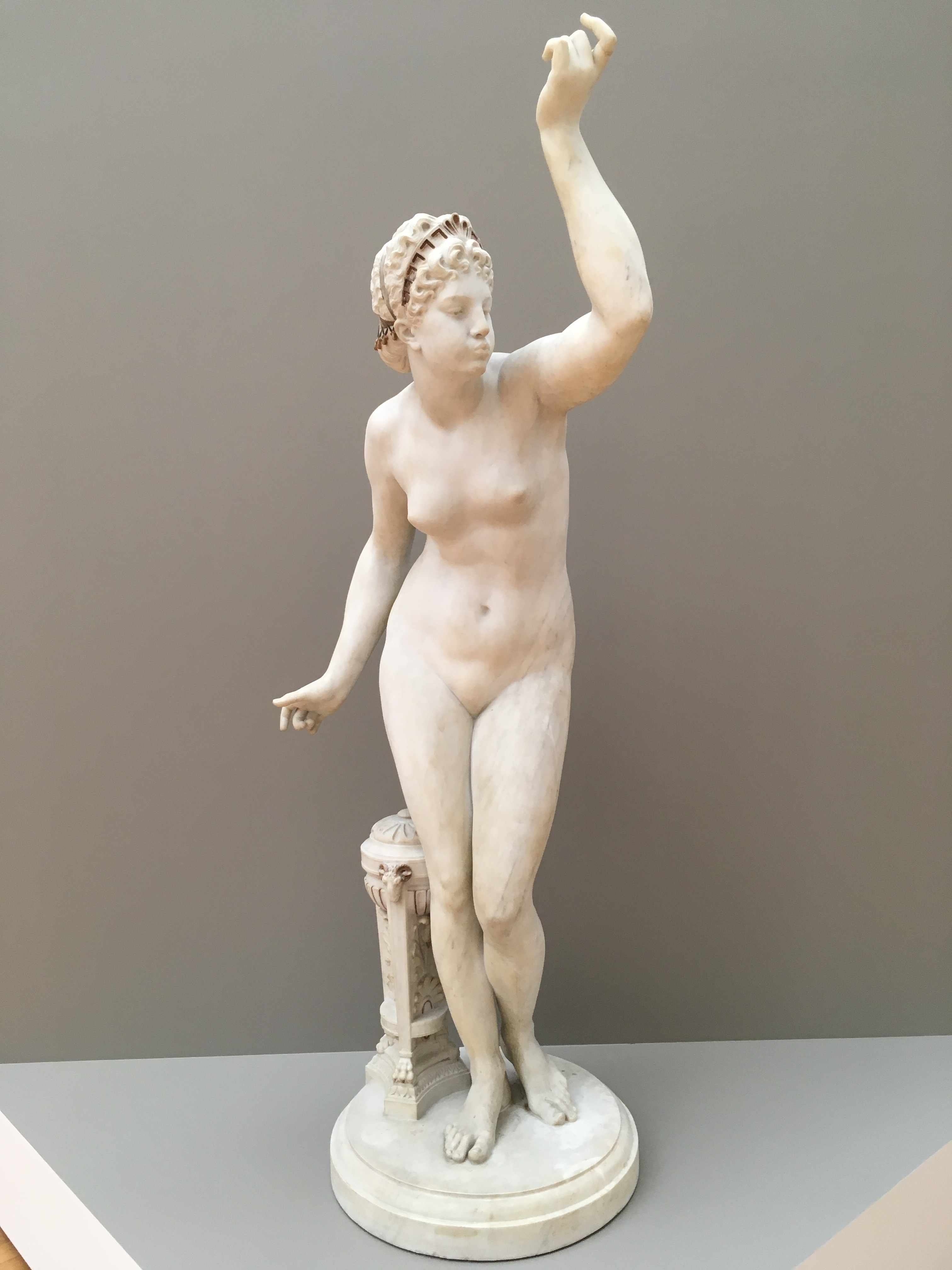
Лебуржская жрица Элевсина. 1874. Мрамор. Музей изящных искусств, Нант
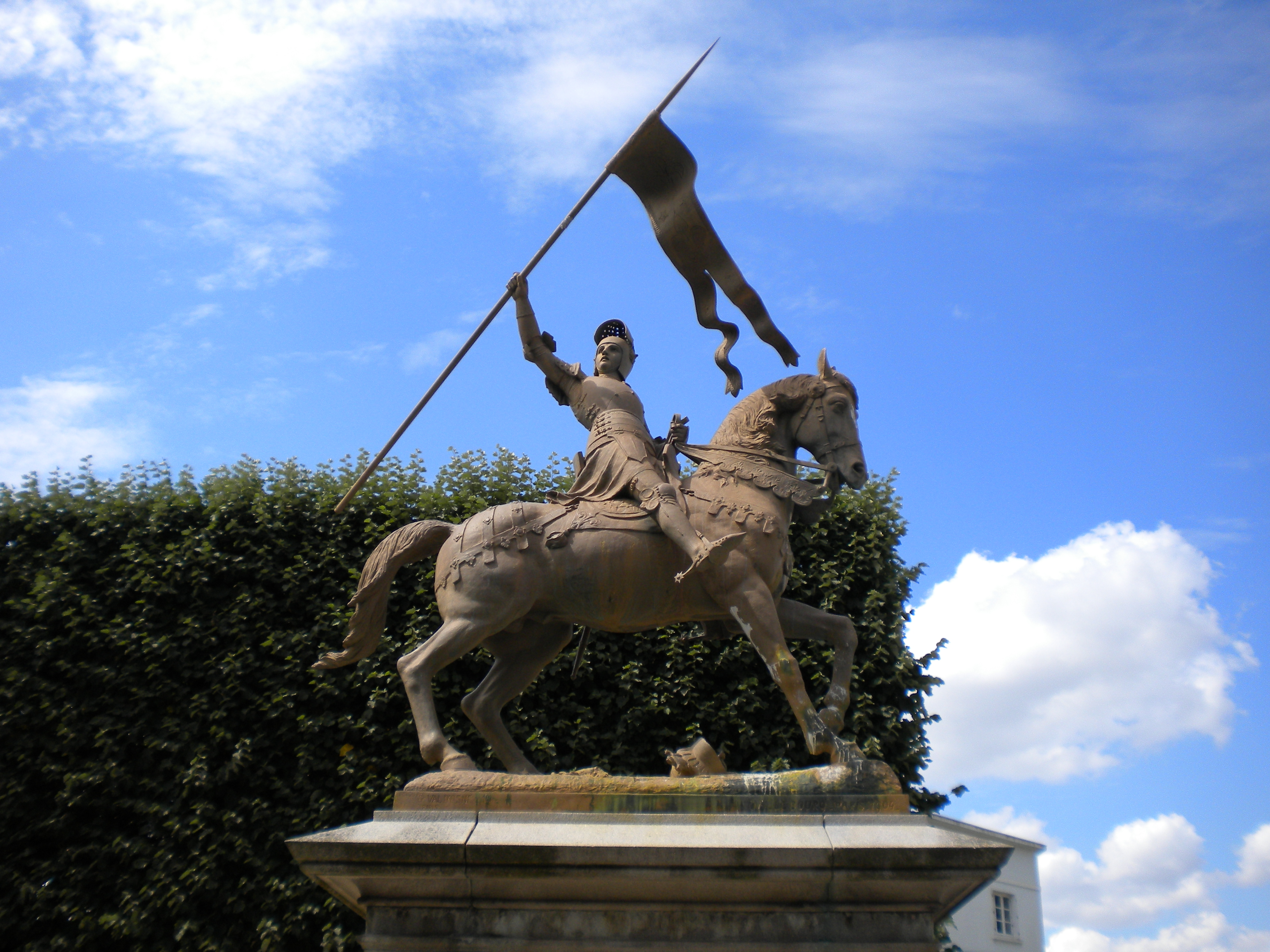
Памятник Жанне д'Арк. Нант
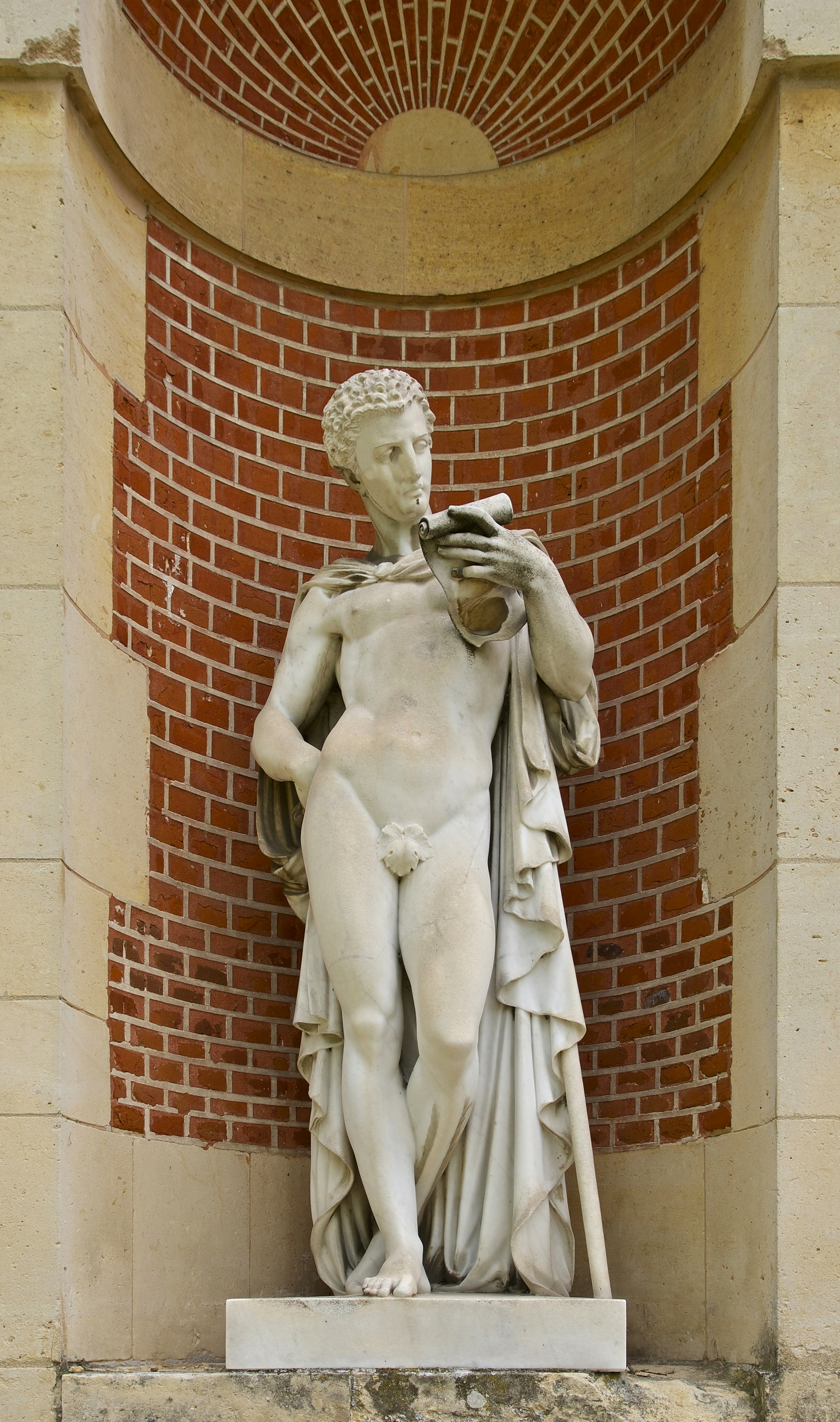
Читающий пастух. Мрамор. Фонтенбло
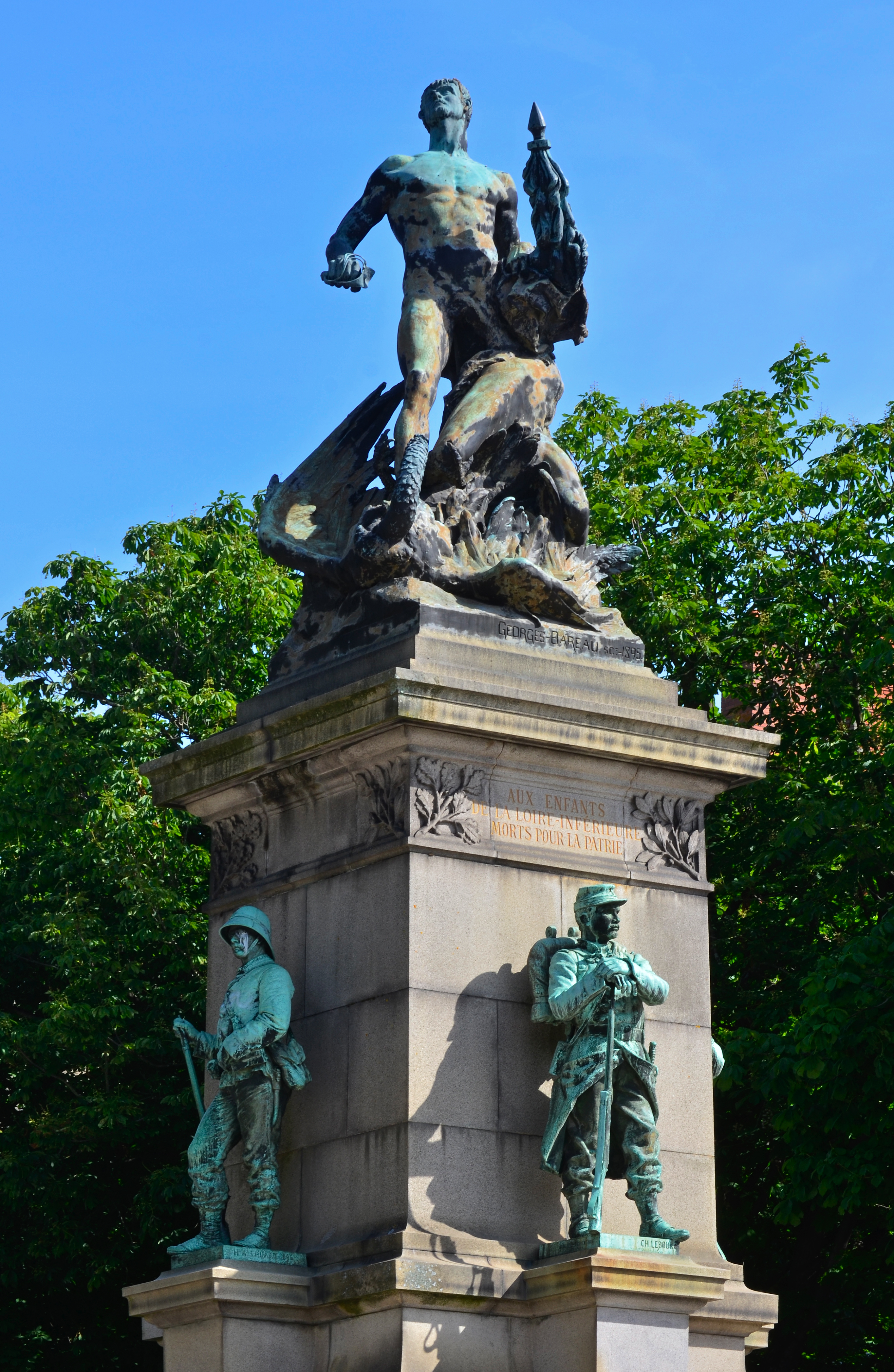
Памятник погибшим на Франко-Прусской войне 1870—1871 годов. Нант
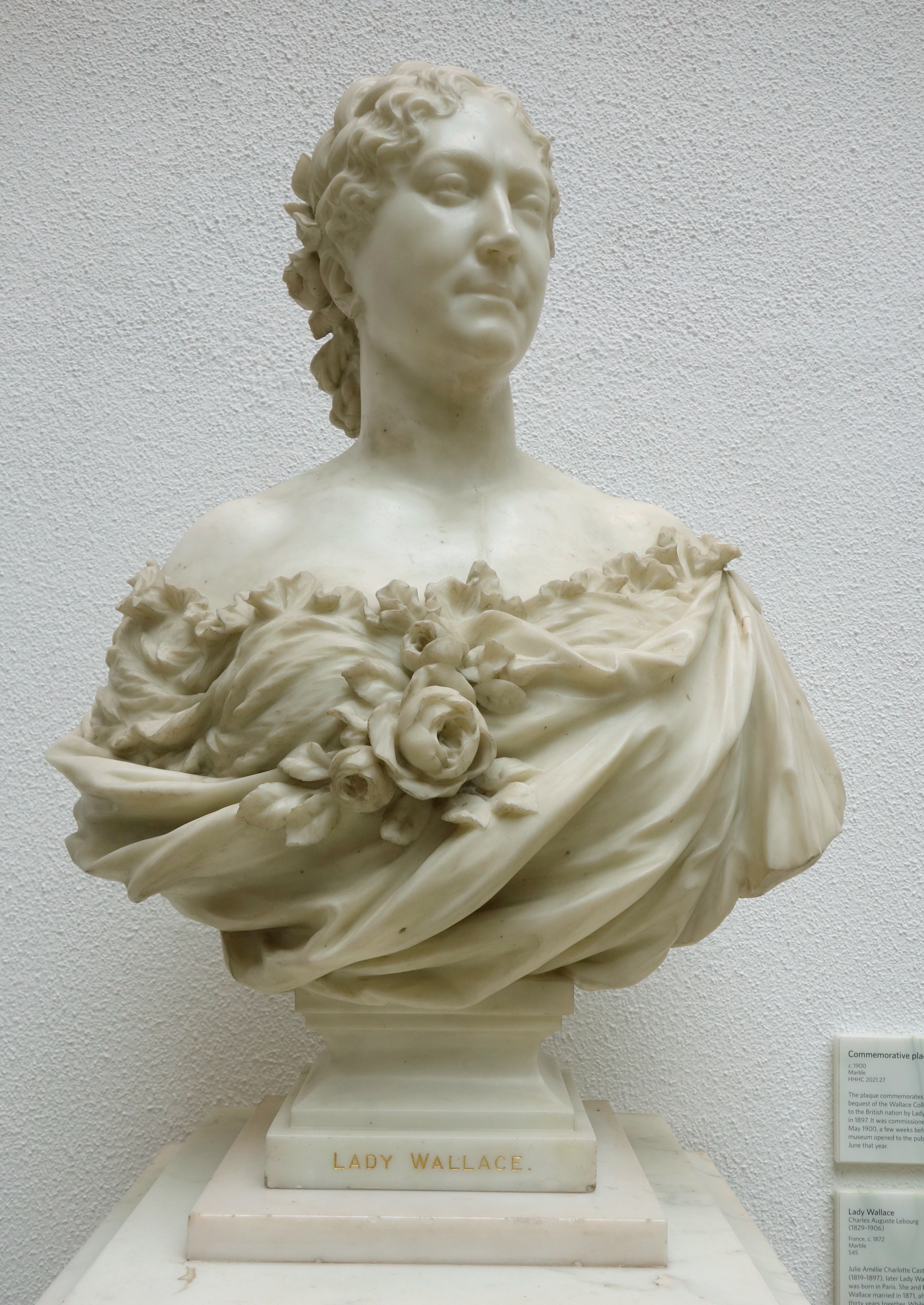
Жюли Амели Шарлотта Кастельнау, леди Уоллес. Ок. 1872. Мрамор. Собрание Уоллеса, Лондон
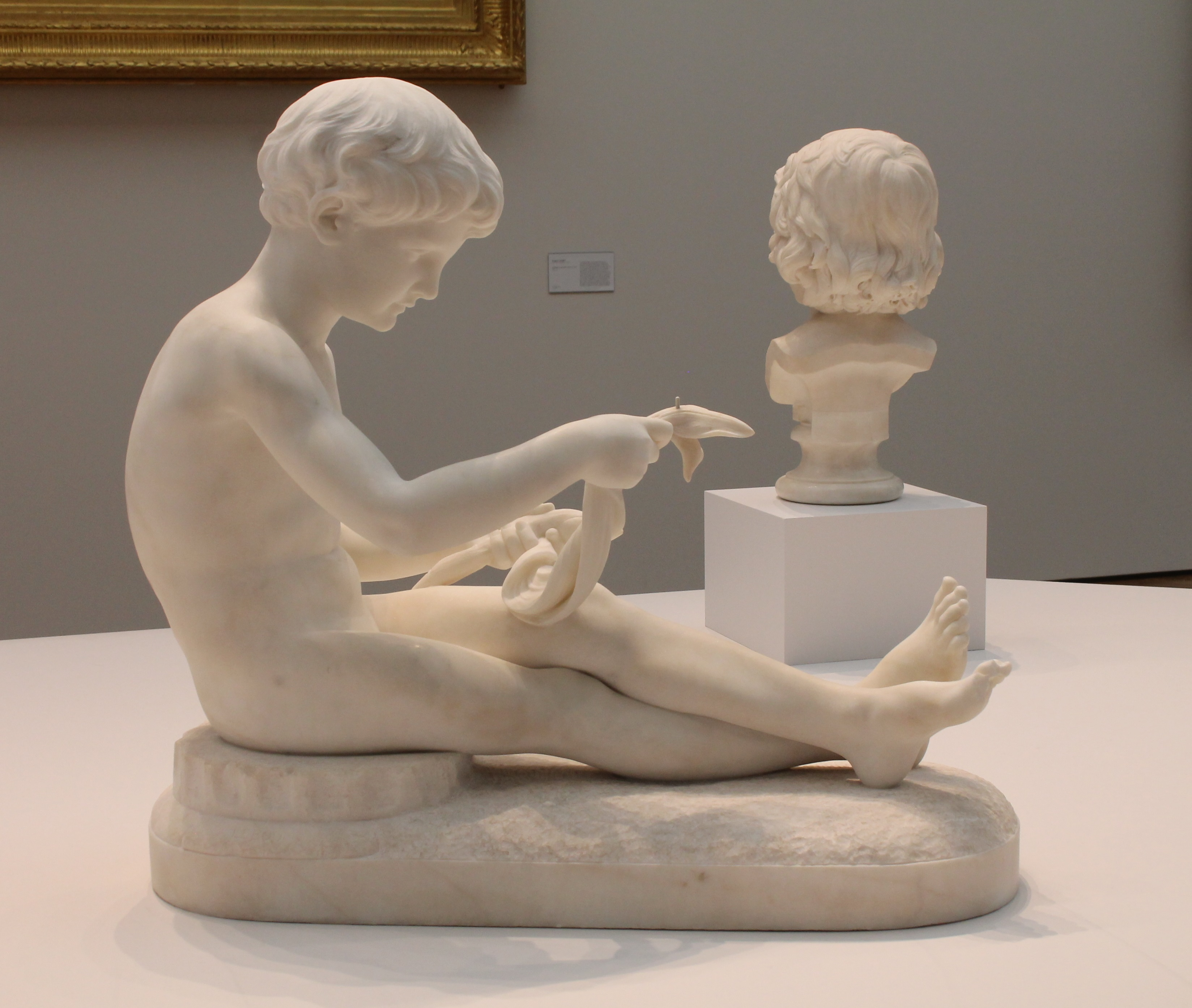
Ребенок с кузнечиком. 1868. Мрамор. Музей изящных искусств, Нант